# Kontan
Kontan – indonezyjskie pismo o tematyce ekonomiczno-biznesowej, wychodzące jako tygodnik.
Jego pierwszy numer ukazał się w 1996 roku. W 2007 roku założono gazetę codzienną o tej samej nazwie, której nakład wynosi 75 tys. egzemplarzy (2020).
W 2008 roku uruchomiono pokrewny serwis internetowy – Kontan.co.id.